# Кардиналовская, Татьяна Михайловна
Татьяна Михайловна Кардиналовская (1899, Киев — 27 июня 1993, Анн Арбор, Мичиган, США) — педагог, переводчица, мемуаристка.

## Биографические сведения
Родилась в 1899 г. в Киеве. Дочь генерал-лейтената артиллерии Русской императорской армии Михаила Григорьевича Кардиналовского и Ольги Николаевны Киселевской. Старшая сестра писательницы и архитектора Елизаветы Кардиналовской.
Закончила в Киеве гимназию, училась на инженерном факультете Киевского политехнического института (не закончила).
Жена председателя Совета министров Украинской народной республики Всеволода Голубовича, затем писателя Сергея Пилипенко.
В 1919 году несколько месяцев жила в Каменец-Подольском, работала в редакции газеты «Красный путь», которую редактировал В. Голубович.
В 1943 году вывезена на принудительные работы в Австрию. После побега жила в Италии, Англии, США. Преподавала русский, а затем украинский язык в Гарвардском университете.

## Творчество
Автор:
- воспоминаний «Жизнь тому назад. Воспоминания», - С-Пб.: ДЕАН+АДИА-М, 1996,
- воспоминаний «Неотступное прошлое». — К.: Днепр, 1992.
- двухтомного учебника русского языка «Модерн Рашен» (1964-1965, в соавторстве).